# Мінометний старт

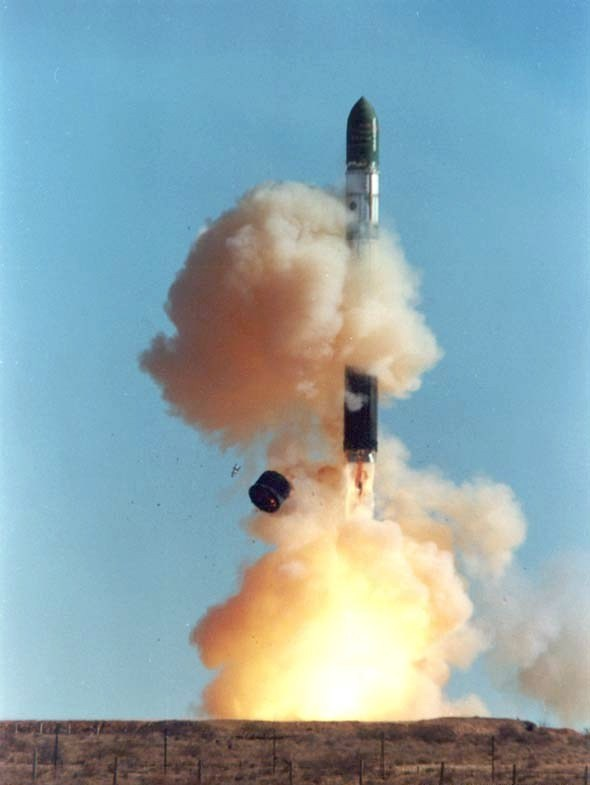
Старт ракети-носія «Дніпро». Показаний момент відразу ж після запуску двигунів першого ступеня. Зліва від хвостової частини ракети видно піддон який відокремився від неї, який захищає рухову установку від впливу порохових газів при мінометному старті.

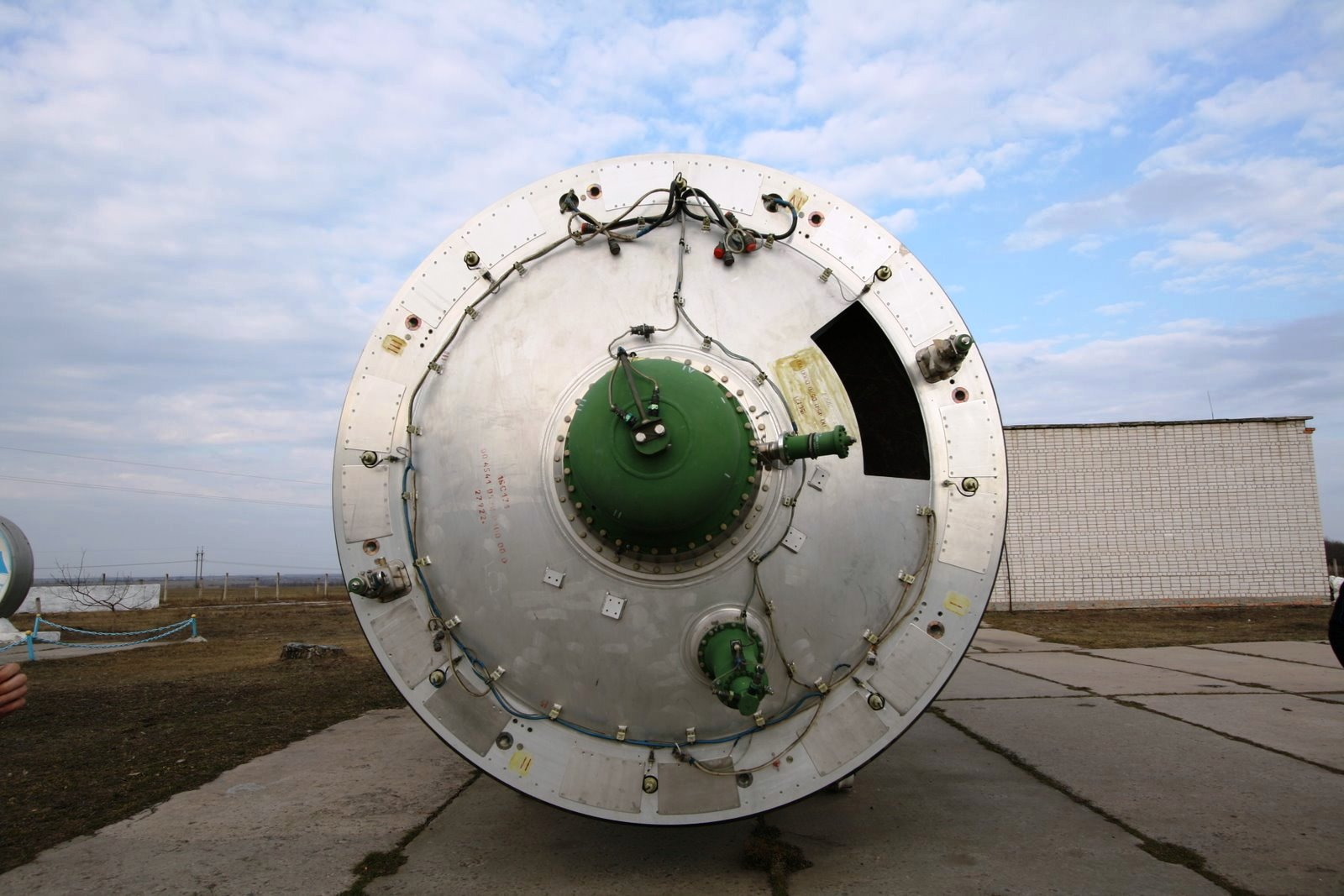
Вид на нижній торець ТПК ракети 15А18М. Зелені циліндри — порохові акумулятори тиску (ПАД) системи мінометного старту.

Мінометний старт («холодний» старт) — спосіб запуску ракети, при якому ракета викидається з пускової установки (транспортно-пускового контейнера) за рахунок тиску, який створюється у замкнутому об'ємі яким-небудь джерелом, розташованим поза ракетою. Таким джерелом може служити, наприклад, пороховий акумулятор тиску (ПАД) або парогазогенератор. Двигун ракети при цьому запускається вже після того, як ракета вийде з пускової установки.
Переваги мінометного старту перед звичайним (газодинамічним):
- поліпшуються енергетичні показники ракети, так як економиться запас палива на борту;
- газовий струмінь ракетного двигуна менше впливає на пускову установку і саму ракету;
- спрощується конструкція і зменшуються розміри пускової установки, так як відпадає потреба у відведенні газового струменя і захист від неї устаткування ПУ.

Існує й інший варіант мінометного старту — з запуском двигуна ракети прямо в транспортно-пусковому контейнері (ТПК), але він менш вигідний порівняно з описаним вище.
Мінометний старт став єдиним рішенням, який дозволяє запускати ракети з борту підводного човна в підводному положенні. В даний час ця схема широко застосовується для бойових ракет різних класів. Пріоритет у використанні мінометного старту для міжконтинентальних балістичних ракет наземного базування належить СРСР.